# Plesiops corallicola
Plesiops corallicola és una espècie de peix de la família Plesiopidae i de l'ordre dels perciformes.

## Morfologia
Els mascles poden assolir els 16 cm de longitud total.

## Distribució geogràfica
Es troba des de Madagascar fins a les Illes de la Línia, el sud del Japó, el sud de la Gran Barrera de Corall i Tonga.